# Captain & Tennille
Captain & Tennille là những nghệ sĩ thu âm người Mỹ có thành công chủ yếu diễn ra vào những năm 1970. Bộ đôi vợ chồng là "Captain" Daryl Dragon (27 tháng 8 năm 1942 - 2 tháng 1 năm 2019) và Toni Tennille (sinh ngày 8 tháng 5 năm 1940). Họ có năm album được chứng nhận album vàng hoặc bạch kim và ghi được nhiều bản hit trên bảng xếp hạng đĩa đơn của Mỹ, trong đó bài hát bền trên danh sách top nhất bao gồm " Love Will Keep Us Together ", " Do That to Me One More Time " và " Muskrat Love ". Họ đã tổ chức loạt chương trình truyền hình của riêng họ trên ABC vào năm 1976.

## Lịch sử và hợp tác ban đầu
Năm 1972, Toni Tennille là đồng tác giả của một vở nhạc kịch có chủ đề sinh thái, Mother Earth. Vào thời điểm đó, Daryl Dragon (con trai của nhà soạn nhạc Carmen Dragon) đang làm việc với tư cách là một người chơi keyboard cho Beach Boys. Khi chương trình của Tennille đã được chuẩn bị để di chuyển từ Nhà hát Tưởng niệm Lính thủy San Francisco đến South Coast Repertory tại miền Nam California, có yêu cầu cần một tay keyboard thay thế. Dragon đang nghỉ ngơi giữa các tour âm nhạc khi anh nghe về buổi khai mạc, gặp Tennille ở San Francisco để thử giọng và đến buổi biểu diễn.
Dragon sau đó đã đáp lại bằng cách giới thiệu Tennille cho Beach Boys khi ban nhạc cần thêm một người chơi keyboard và họ đã thuê cô. Cô đi lưu diễn cùng họ trong một năm và từ đó được biết đến là "Cô gái bãi biển" duy nhất của nhóm này.
Nhận ra tiềm năng hợp tác của nhau khi chuyến lưu diễn kết thúc, Tennille và Dragon bắt đầu biểu diễn như một bộ đôi tại Nhà hàng Smokehouse hiện không còn tồn tại ở Encino, California. Họ bắt đầu trở nên nổi tiếng ở khu vực Los Angeles và phiên bản đầu tiên của bài hát do Tennille sáng tác với tên "The Way I Want to Touch You" trở nên phổ biến trên đài phát thanh địa phương. Điều này dẫn đến hợp đồng thu âm của hai người với A&M Records.